# Anadara subgranosa
Anadara subgranosa is een tweekleppigensoort uit de familie van de Arcidae. De wetenschappelijke naam van de soort is voor het eerst geldig gepubliceerd in 1869 door Dunker.